# 흐라즈단강
흐라즈단강(아르메니아어: Հրազդան գետ)은 아르메니아에서 두 번째로 긴 강이다. 길이는 141 km(88마일)이다. 세반호 분서쪽 끝에서 시작하여 코타이크주와 아르메니아의 수도인 예레반을 지나 남쪽으로 흘러 터키까지 이어진다. 남쪽 방향으로 흐르는 예레반 서쪽으로 들어갈 때 깊은 협곡을 지나 아라스강으로 흐른다. 수력발전소도 존재한다. 물은 관개를 하는데 사용된다.
흐라즈단강에는 33종의 깔따구과 생물과 23종의 검정파리가 살고 있고 25종의 무척추동물도 기록되었다. 물 속에 사는 생물로는 세반 송어와 가재등 풍부한 중류의 어종이 살고 있다.
흐라즈단강은 19세기에 관개용으로 사용되어 왔으며 20세기 초 수력발전도 실행되었다. 1930년에서 1962년 사이에는 연간 평균 발전량 약 5억 킬로와트시에 전기를 생산하는 대규모 수력발전사업도 실행되었다. 이 사업은 강 중류에 7개의 발전소를 건설하는 것인데 아르메니아에서 가장 큰 규모에 수력발전사업이다. 또, 개방형 운하와 터널 사업도 포함했었다.
강물은 공장, 거주지, 농업지에서 유출되는 오염물질로 오염이 되고 있다. 특히 예레반에서 처리되지 않은 폐수로 인해 오염된다.